# Mühle (Hipfelhof)

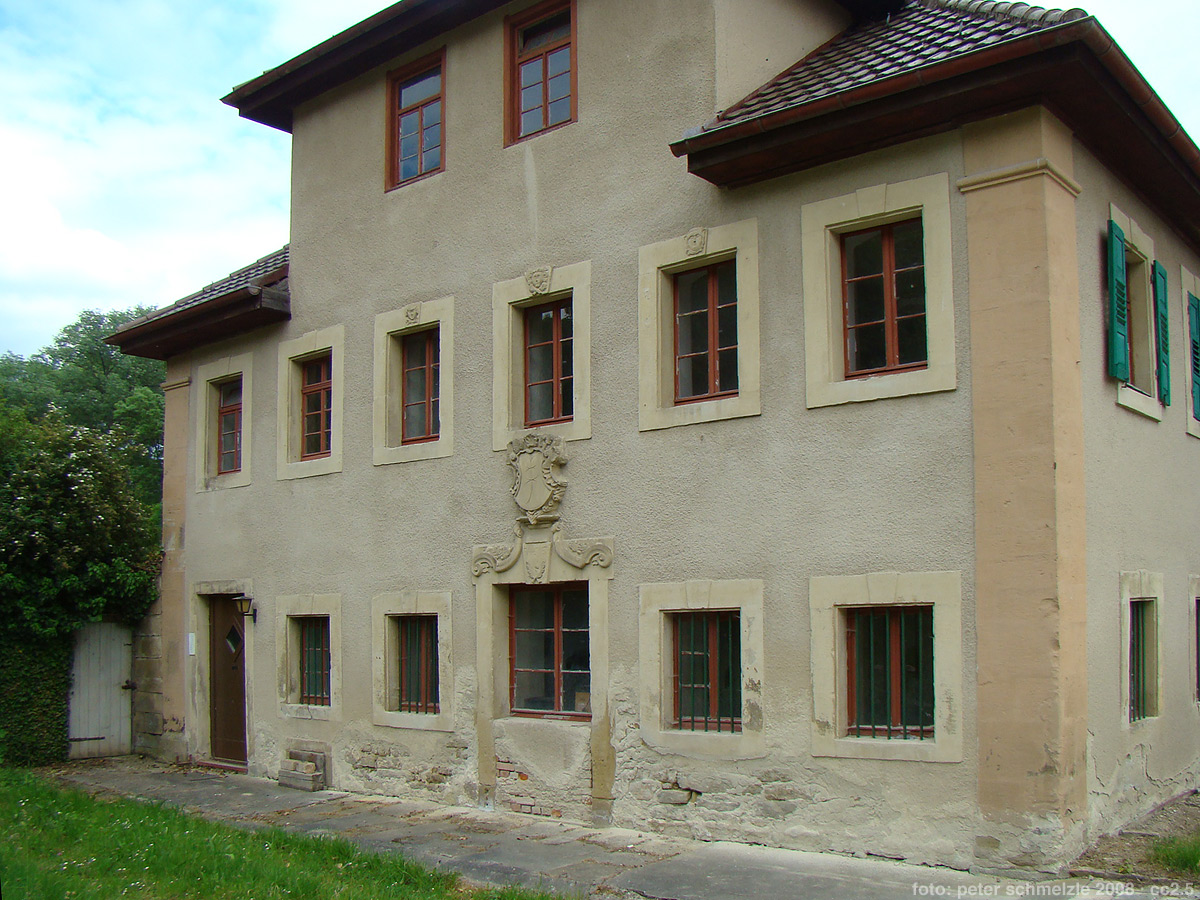
Mühle im Hipfelhof bei Heilbronn-Frankenbach

Die Mühle ist eine Mühle im zum Heilbronner Stadtteil Frankenbach zählenden Hofgut Hipfelhof. Das denkmalgeschützte Gebäude gilt als Kulturdenkmal.

## Beschreibung
Im Nordosten des Hipfelhofs findet man die Mühle am Hipfelhof Nr. 8. Die Mühle wurde 1784 als zweigeschossiges Gebäude mit Walmdach und Zwerchhaus errichtet. An den Fensterstürzen befindet sich figürlicher Schmuck.
Angebaut an das Gebäude ist ein ebenso hoher unverputzter Speicheranbau in Werkstein mit Walmdach aus der zweiten Hälfte des 19. Jahrhunderts.
Die Nordfassade der Mühle zeigt ein früheres Portal mit einer Rocaille über dem Türsturz. 